# Odontosoria veitchii
Odontosoria veitchii là một loài dương xỉ trong họ Lindsaeaceae. Loài này được Parris mô tả khoa học đầu tiên năm 1992.